# Obchodní galerie Orlí

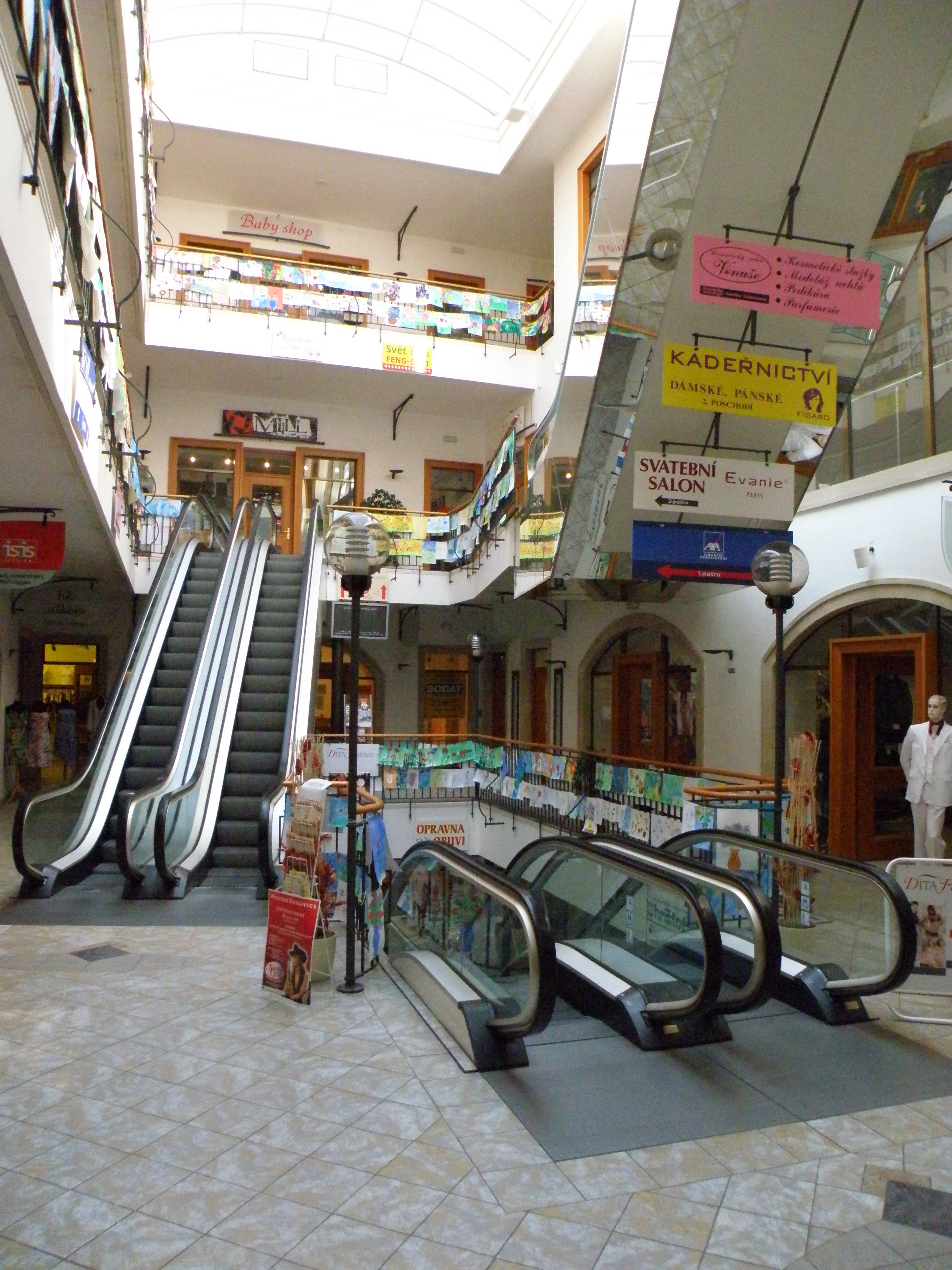
Atrium v obchodním centru

Obchodní galerie Orlí, původně Petřvaldský dům, se nachází na severní straně ulice Orlí (č.o. 3, č.p. 482), v katastrálním území Město Brno, na území městské části Brno-střed. Dům je chráněn jako kulturní památka České republiky.

## Historie
Historie objektu sahá do 13. století. Původně se jednalo o dvě samostatné budovy, které byly v 19. století spojeny, včetně jednotné novorenesanční fasády. Jedná se o dvoupatrový, dříve nájemní městský dům, jehož zachované jádro pochází z doby renesance, ze 17. století. Z této doby se zachovala místnost v přízemí a dispozice celého přízemí.
V letech 1997–1998 byla budova svým majitelem, firmou P. B. Invest, zrekonstruována a přestavěna podle návrhu architektonického studia Harald's na nákupní centrum, k jehož otevření došlo 1. září 1998. Obchodní galerie Orlí disponovala čtyřmi podlažími s přibližně 40 obchody, v dalších dvou patrech se nacházely kanceláře. Dvě podlaží suterénních prostor se zachovanými původními klenbami byly využity pro restauraci a kavárnu. Z původního nádvoří bylo vytvořeno kryté centrální atrium.
Budova v dalších letech postupně změnila několikrát majitele a vzhledem k odlivu zákazníků do velkých nákupních center na okrajích města se počet obchodů v Galerii Orlí snížil. V roce 2013 bylo využíváno pouze přízemí a malý suterén. V tomtéž roce koupila dům podnikatelská rodina Havlínových, která plánuje oživení obchodního centra.

## Obchody v galerii
|  |  |  |  |  | - Aurellio Luxury - Steakový a pivní bar U dřevěného orla - Jouris - BN Pavlovská - Tibor Uhnák - Iva Glocová + Atex | - Aktivmobil - Wit Boy - Replay Bluebox - Synergy Silver - Nica - Palmers - DNB* Mystery - JP optik | - Art solár – solárium Snaha Jihlava - Powerstore - H Design - Coordinate by stylemann - Vok Fashion - Galerie Naivní svět | - Galaxy - Anna D - Matýsek - Nina - Gábina P Brno - Alice Le Scarpe | - Patria Asset Management - Luigi Di Maio |